# الاسا
الاسا (به لاتین: Alassa) یک منطقهٔ مسکونی در قبرس است که در ناحیه لیماسول واقع شده‌است.

## خصوصیات
الاسا ۲۰۱ نفر جمعیت دارد.